# Chiamatemi Francesco - Il Papa della gente
(Frase dal trailer del film)
Chiamatemi Francesco - Il Papa della gente è un film del 2015, diretto da Daniele Luchetti.

## Trama
Il film al cinema racconta la vita di Papa Francesco, al secolo Jorge Mario Bergoglio.

## Produzione
Il film era già in progetto nell'aprile 2014 con il titolo di lavorazione Call me Francesco, ma il regista Daniele Luchetti stava valutando se accettare la proposta del produttore Pietro Valsecchi per Taodue Film, a fine dello stesso anno il film era già realtà con il titolo di lavorazione Call me Francesco. The Pope ma il produttore pensava di portarlo nei cinema nella primavera del 2015, ma alla fine l'uscita del film è stata posticipata a fine anno. Il film è stato girato tra Italia, Germania e Argentina in 15 settimane ed è costato 12 milioni di euro, completamente finanziati da Mediaset.
Il film è stato realizzato anche grazie all'utilizzo del credito d'imposta previsto dalla legge 24 dicembre 2007, n. 244.

## Cast
Rodrigo de la Serna interpreta Jorge Mario Bergoglio in giovane età, a partire dal 1961 fino al 2 aprile 2005, anno che coincide con la scomparsa di Giovanni Paolo II. Nel 2013 a de la Serna venne proposto, data la somiglianza, il ruolo del giovane Bergoglio ed egli accettò subito. In un'intervista a TV Sorrisi e Canzoni il giovane attore argentino ha dichiarato: "Interpretandolo ho ritrovato una pace con me stesso che non avevo da tempo".
L'attore cileno poco conosciuto Sergio Hernández veste i panni del pontefice dal 19 aprile 2005 al 28 febbraio 2013, anno di elezione come successore di Benedetto XVI. In un'intervista a TV Sorrisi e Canzoni Hernández ha rivelato: "La mia interpretazione di papa Francesco nel film sulla sua vita è stato l'unico ruolo della mia carriera ad avermi cambiato interiormente".
Altri attori hanno recitato nel film, fra cui Maximilian Dirr, Antonio Vita, Andrés Gil, Pompeyo Audivert nel ruolo del monsignor Enrique Angelelli e Claudio De Davide, il quale veste i panni del cardinale Tarcisio Bertone.

## Distribuzione
Il film ha avuto l'anteprima mondiale il 1º dicembre 2015 nell'Aula Paolo VI della Città del Vaticano dove erano presenti 7.000 poveri, volontari, donne e bambini ospitati nelle case famiglia del Lazio a cui papa Francesco aveva regalato il biglietto accolti dall'elemosiniere di Sua Santità, monsignor Konrad Krajewski e alla fine della proiezione è stato offerta da papa Francesco una cena al sacco; il 3 dicembre invece è stato distribuito in 700 sale da Medusa Film. Nella serata del 3 dicembre c'è stata la presentazione ufficiale al cinema The Space di Roma con il vicepresidente esecutivo e amministratore delegato del Gruppo Mediaset Pier Silvio Berlusconi e in rappresentanza del Governo italiano il Ministro per le riforme costituzionali e per i rapporti con il Parlamento Maria Elena Boschi, l'ex Sottosegretario di Stato alla Presidenza del Consiglio dei ministri Gianni Letta oltre a importanti personalità del giornalismo e della televisione italiani. Il film è stato distribuito in 40 Paesi.
Al box-office italiano, durante il primo week-end di programmazione (3-6 dicembre), si è classificato al primo posto per numero di spettatori (239.029) e al secondo posto per gli incassi (1,3 milioni di euro), rispetto al film concorrente Heart of the Sea - Le origini di Moby Dick.